# آوتوتور
آوتوتور (روسی: Автотор) شرکت خودروسازی روسی است، که در سال ۱۹۹۶ تأسیس شد.